# هیدرولیز گرمایی
هیدرولیز گرمایی (انگلیسی: Thermal hydrolysis) فرایندی است که در آن پس‌ماند و لجن فاضلاب تحت فشار و دمای بالای بین ۱۶۰ تا ۱۸۰ درجه سانتی‌گراد جوشانده می‌شوند.